# Pavel Bucha
Pavel Bucha (Nelahozeves, 11 marzo 1998) è un calciatore ceco, centrocampista dell'FC Cincinnati.

## Caratteristiche tecniche
Nasce come centrocampista centrale ma col tempo si è adattato a giocare sia come esterno destro in un centrocampo a 4 che anche occasionalmente come trequartista, negli ultimi tempi sembra aver trovato una collocazione fissa come mediano davanti alla difesa

## Carriera
Cresciuto nel settore giovanile dello Slavia Praga, ha esordito in prima squadra il 17 febbraio 2018 disputando l'incontro di Superliga slovacca perso 1-0 contro il Vysočina Jihlava. Nel luglio seguente è passato al Viktoria Plzeň.

## Statistiche
Statistiche aggiornate al 7 marzo 2025.

### Presenze e reti nei club
| Stagione              | Squadra               | Campionato            | Campionato | Campionato | Coppe nazionali | Coppe nazionali | Coppe nazionali | Coppe continentali | Coppe continentali | Coppe continentali | Altre coppe | Altre coppe | Altre coppe | Totale | Totale | Totale |
| Stagione              | Squadra               | Comp                  | Pres       | Reti       | Comp            | Pres            | Reti            | Comp               | Pres               | Reti               | Comp        | Pres        | Reti        | Pres   | Reti   |        |
| --------------------- | --------------------- | --------------------- | ---------- | ---------- | --------------- | --------------- | --------------- | ------------------ | ------------------ | ------------------ | ----------- | ----------- | ----------- | ------ | ------ | ------ |
| 2017-2018             | Slavia Praga          | 1L                    | 5          | 0          | CRC             | 0               | 0               |                    | -                  | -                  |             | -           | -           | 5      | 0      |        |
| 2018-feb. 2019        | Viktoria Plzeň        | 1L                    | 0          | 0          | CRC             | 2               | 0               | UCL                | 0                  | 0                  |             | -           | -           | 2      | 0      |        |
| feb.-giu. 2019        | Mladá Boleslav        | 1L                    | 12         | 1          | CRC             | 0               | 0               |                    | -                  | -                  |             | -           | -           | 12     | 1      |        |
| 2019-feb. 2020        | Mladá Boleslav        | 1L                    | 19         | 6          | CRC             | 1               | 1               | UEL                | 4                  | 0                  |             | -           | -           | 24     | 7      |        |
| Totale Mladá Boleslav | Totale Mladá Boleslav | Totale Mladá Boleslav | 31         | 7          |                 | 1               | 1               |                    | 4                  | 0                  |             | -           | -           | 36     | 8      |        |
| feb.-giu. 2020        | Viktoria Plzeň        | 1L                    | 14         | 4          | CRC             | 2               | 0               |                    | -                  | -                  |             | -           | -           | 16     | 4      |        |
| 2020-2021             | Viktoria Plzeň        | 1L                    | 26         | 7          | CRC             | 4               | 1               | UCL+UEL            | 1+2                | 0                  |             | -           | -           | 33     | 8      |        |
| 2021-2022             | Viktoria Plzeň        | 1L                    | 31         | 3          | CRC             | 2               | 0               | UECL               | 4                  | 1                  |             | -           | -           | 37     | 4      |        |
| 2022-2023             | Viktoria Plzeň        | 1L                    | 33         | 3          | CRC             | 1               | 1               | UCL                | 11                 | 1                  |             | -           | -           | 45     | 5      |        |
| 2023-gen. 2024        | Viktoria Plzeň        | 1L                    | 17         | 5          | CRC             | 2               | 0               | UECL               | 11                 | 1                  |             | -           | -           | 30     | 6      |        |
| Totale Viktoria Plzen | Totale Viktoria Plzen | Totale Viktoria Plzen | 121        | 22         |                 | 13              | 2               |                    | 29                 | 3                  |             | -           | -           | 163    | 27     |        |
| 2024                  | FC Cincinnati         | MLS                   | 36         | 4          |                 | -               | -               | CCC                | 3                  | 0                  | LC          | 4           | 2           | 43     | 6      |        |
| 2025                  | FC Cincinnati         | MLS                   | 4          | 0          |                 | -               | -               | CCC                | 4                  | 3                  | LC          | 0           | 0           | 8      | 3      |        |
| Totale FC Cincinnati  | Totale FC Cincinnati  | Totale FC Cincinnati  | 40         | 4          |                 | -               | -               |                    | 7                  | 3                  |             | 4           | 2           | 51     | 9      |        |
| Totale carriera       | Totale carriera       | Totale carriera       | 197        | 33         |                 | 14              | 3               |                    | 40                 | 6                  |             | 4           | 2           | 255    | 44     |        |

## Palmarès

### Club

#### Competizioni nazionali
- Campionato ceco: 1

Viktoria Plzeň: 2021-2022